# Abacetus artus
Abacetus artus là một loài bọ chân chạy thuộc phân họ Pterostichinae. Loài này được Andrewes mô tả lần đầu năm 1942 và là loài đặc hữu của Ấn Độ.